# Petreto-Bicchisano
Petreto-Bicchisano (korziško Pitretu Bicchisgià) je naselje na Korziki in sedež občine v francoskem departmaju regije Corse-du-Sud. Leta 2011 je naselje imelo 567 prebivalcev.

## Geografija
Naselje, sestavljeno iz zaselkov Petreto in Bicchisano, leži v jugozahodnem delu otoka Korzike, 34 km severno od Sartène.

## Uprava
Petreto-Bicchisano je sedež istoimenskega kantona, v katerega so poleg njegove občine vključene še občine Argiusta-Moriccio, Casalabriva, Moca-Croce, Olivese in Sollacaro s 1.655 prebivalci. Kanton je sestavni del okrožja Sartène.

## Zgodovina
V naselju je spomenik francoskemu generalu Jeanu-Toussaintu Fieschiju (1893-1955).
Na ozemlju občine (na gori San Pietro) se je 1. decembra 1981 zrušilo letalo slovenskega prevoznika Inex-Adrie, pri čemer je umrlo vseh 180 potnikov in članov posadke.

## Podružnična cerkev
V notranjosti podružnične cerkve v Bicchisanu je v spomin na padle med prvo svetovno vojno postavljena spominska plošča, levo od nje je kip sv. Nikolaja, desno pa kip Ivane Orleanske. Na pročelju cerkvene stavbe se nahaja spominska plošča, posvečena žrtvam letalske nesreče Inex-Adrie.